# Giro di Romandia 1987
Il Giro di Romandia 1987, quarantunesima edizione della corsa, si svolse dal 5 al 10 maggio su un percorso di 804 km ripartiti in 5 tappe (la quinta suddivisa in due semitappe) e un cronoprologo, con partenza a Bernex e arrivo a Chandolin. Fu vinto dall'irlandese Stephen Roche della Carrera-Vagabond-Peugeot davanti ai francesi Jean-Claude Leclercq e Ronan Pensec.

## Tappe
| Tappa  | Data      | Percorso                              | km  | Vincitore di tappa | Leader cl. generale |
| ------ | --------- | ------------------------------------- | --- | ------------------ | ------------------- |
| Prol.  | 5 maggio  | Bernex > Bernex (cron. individuale)   | 4   | Czesław Lang       | Czesław Lang        |
| 1ª     | 6 maggio  | Bernex > Romont                       | 206 | Niki Rüttimann     | Niki Rüttimann      |
| 2ª     | 7 maggio  | Romont > Le Locle                     | 185 | Rolf Järmann       | Niki Rüttimann      |
| 3ª     | 8 maggio  | Le Locle > Bussigny                   | 163 | Stephan Joho       | Niki Rüttimann      |
| 4ª     | 9 maggio  | Bussigny > Grimentz                   | 156 | Beat Breu          | Stephen Roche       |
| 5ª-1ª  | 10 maggio | Grimentz > Vercorin                   | 67  | Stephen Roche      | Stephen Roche       |
| 5ª-2ª  | 10 maggio | Zinal > Chandolin (cron. individuale) | 22  | Stephen Roche      | Stephen Roche       |
| Totale | Totale    | Totale                                | 804 |                    |                     |

## Dettagli delle tappe

### Prologo
- 5 maggio: Bernex > Bernex (cron. individuale) – 4 km

| Pos. | Corridore         | Squadra       | Tempo |
| ---- | ----------------- | ------------- | ----- |
| 1    | Czesław Lang      | Del Tongo     | 6'07" |
| 2    | Ronan Pensec      | Z-Peugeot     | a 5"  |
| 3    | Dag Erik Pedersen | Ariostea-Gres | a 6"  |

| Pos. | Corridore    | Squadra   | Tempo |
| ---- | ------------ | --------- | ----- |
| 1    | Czesław Lang | Del Tongo |       |

### 1ª tappa
- 6 maggio: Bernex > Romont – 206 km

| Pos. | Corridore        | Squadra   | Tempo    |
| ---- | ---------------- | --------- | -------- |
| 1    | Niki Rüttimann   | Toshiba   | 5h53'32" |
| 2    | Gerrie Knetemann | PDM       | a 9"     |
| 3    | Theo de Rooy     | Panasonic | s.t.     |

| Pos. | Corridore      | Squadra | Tempo |
| ---- | -------------- | ------- | ----- |
| 1    | Niki Rüttimann | Toshiba |       |

### 2ª tappa
- 7 maggio: Romont > Le Locle – 185 km

| Pos. | Corridore        | Squadra   | Tempo    |
| ---- | ---------------- | --------- | -------- |
| 1    | Rolf Järmann     | Isotonic  | 5h18'12" |
| 2    | Ronan Pensec     | Z-Peugeot | s.t.     |
| 3    | Richard Trinkler | Fibok     | s.t.     |

| Pos. | Corridore      | Squadra | Tempo |
| ---- | -------------- | ------- | ----- |
| 1    | Niki Rüttimann | Toshiba |       |

### 3ª tappa
- 8 maggio: Le Locle > Bussigny – 163 km

| Pos. | Corridore       | Squadra      | Tempo    |
| ---- | --------------- | ------------ | -------- |
| 1    | Stephan Joho    | KAS-Canal 10 | 3h57'25" |
| 2    | Steven Rooks    | PDM          | s.t.     |
| 3    | Henk Lubberding | Panasonic    | s.t.     |

| Pos. | Corridore      | Squadra | Tempo |
| ---- | -------------- | ------- | ----- |
| 1    | Niki Rüttimann | Toshiba |       |

### 4ª tappa
- 9 maggio: Bussigny > Grimentz – 156 km

| Pos. | Corridore            | Squadra  | Tempo    |
| ---- | -------------------- | -------- | -------- |
| 1    | Beat Breu            | Isotonic | 4h02'01" |
| 2    | Stephen Roche        | Carrera  | s.t.     |
| 3    | Jean-Claude Leclercq | Toshiba  | s.t.     |

| Pos. | Corridore     | Squadra | Tempo |
| ---- | ------------- | ------- | ----- |
| 1    | Stephen Roche | Carrera |       |

### 5ª tappa - 1ª semitappa
- 10 maggio: Grimentz > Vercorin – 67 km

| Pos. | Corridore       | Squadra   | Tempo    |
| ---- | --------------- | --------- | -------- |
| 1    | Stephen Roche   | Carrera   | 1h57'09" |
| 2    | Bruno Cornillet | Z-Peugeot | a 15"    |
| 3    | Niki Rüttimann  | Toshiba   | a 17"    |

| Pos. | Corridore     | Squadra | Tempo |
| ---- | ------------- | ------- | ----- |
| 1    | Stephen Roche | Carrera |       |

### 5ª tappa - 2ª semitappa
- 10 maggio: Zinal > Chandolin (cron. individuale) – 22 km

| Pos. | Corridore            | Squadra   | Tempo  |
| ---- | -------------------- | --------- | ------ |
| 1    | Stephen Roche        | Carrera   | 42'02" |
| 2    | Jean-Claude Leclercq | Toshiba   | a 27"  |
| 3    | Ronan Pensec         | Z-Peugeot | a 40"  |

| Pos. | Corridore            | Squadra   | Tempo     |
| ---- | -------------------- | --------- | --------- |
| 1    | Stephen Roche        | Carrera   | 21h56'58" |
| 2    | Jean-Claude Leclercq | Toshiba   | a 1'15"   |
| 3    | Ronan Pensec         | Z-Peugeot | a 1'23"   |

## Classifiche finali

### Classifica generale
| Pos. | Corridore            | Squadra                    | Tempo     |
| ---- | -------------------- | -------------------------- | --------- |
| 1    | Stephen Roche        | Carrera-Vagabond-Peugeot   | 21h56'58" |
| 2    | Jean-Claude Leclercq | Toshiba-Look-La Vie Claire | a 1'15"   |
| 3    | Ronan Pensec         | Z-Peugeot                  | a 1'23"   |
| 4    | Robert Millar        | Panasonic                  | a 2'04"   |
| 5    | Jerome Simon         | Z-Peugeot                  | a 2'44"   |
| 6    | Beat Breu            | Isotonic-Cyndarella        | a 2'57"   |
| 7    | Bruno Cornillet      | Z-Peugeot                  | a 3'05"   |
| 8    | Peter Winnen         | Panasonic                  | a 3'14"   |
| 9    | Dag Erik Pedersen    | Ariostea-Gres              | a 3'16"   |
| 10   | Rolf Järmann         | Isotonic-Cyndarella        | a 3'21"   |